# Смолка (Житомирская область)
Смолка (укр. Смолка) (до 19.05.2016 — Червонопрапорное) — село на Украине, основано в 1932 году, находится в Барановском районе Житомирской области.
Код КОАТУУ — 1820685303. Население по переписи 2001 года составляет 201 человек. Почтовый индекс — 12715. Телефонный код — 4144. Занимает площадь 1,47 км².

## Адрес местного совета
12714, Житомирская область, Барановский р-н, с.Смолдырев